# Stazione di Nus
Stazione di Nus vasútállomás Olaszországban, Valle d’Aosta régióban, Nus településen.

## Vasútvonalak
Az állomást az alábbi vasútvonalak érintik:
- Chivasso-Ivrea-Aosta-vasútvonal

## Kapcsolódó állomások
A vasútállomáshoz az alábbi állomások vannak a legközelebb: 
- Stazione di Chambave
- Quart-Villefranche